# Goniopsis cruentata
Goniopsis cruentata es una especie de cangrejo de la familia Grapsidae.
El nombre científico de la especie fue descrito válidamente por primera vez en 1803 por Pierre André Latreille. Se distribuye en América del Sur, desde Centroamérica hasta Brasil.